# Rådhuset, Uppsala

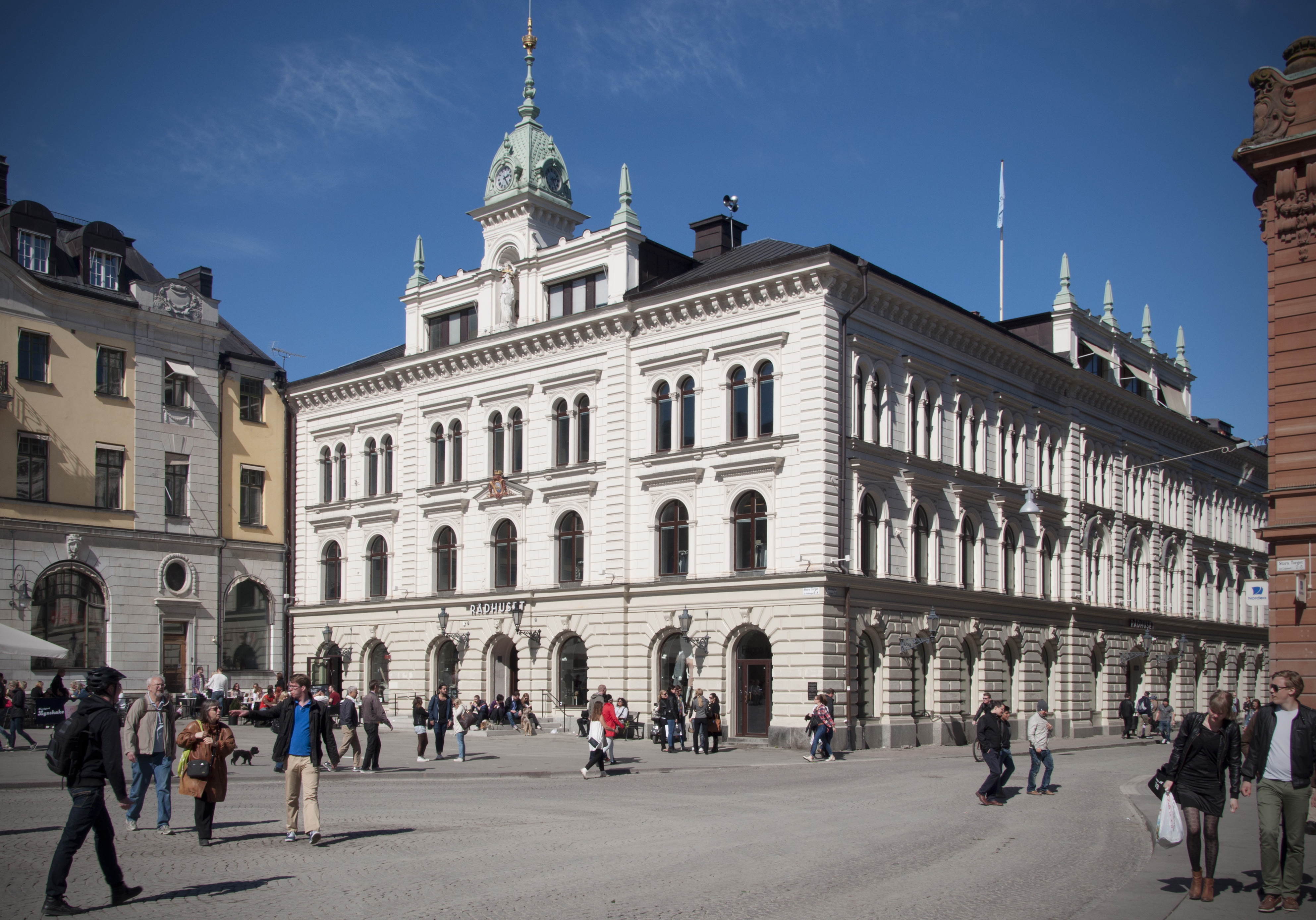
Rådhuset i Uppsala.

Rådhuset är en byggnad vid Stora torget i Uppsala, som sedan år 2020 inrymmer ett co-workingspace i United Spaces regi. 

## Byggnaden
Rådhuset är uppfört i nyrenässansstil med en sockel av slät granit. Det har en slätputsad ljus fasad med många putsdekorationer.  Husets grund består av tegelmurar byggd på gråsten och träpålar, och i den bevarade källaren från 1600-talet finns tunnvalv.

## Historia

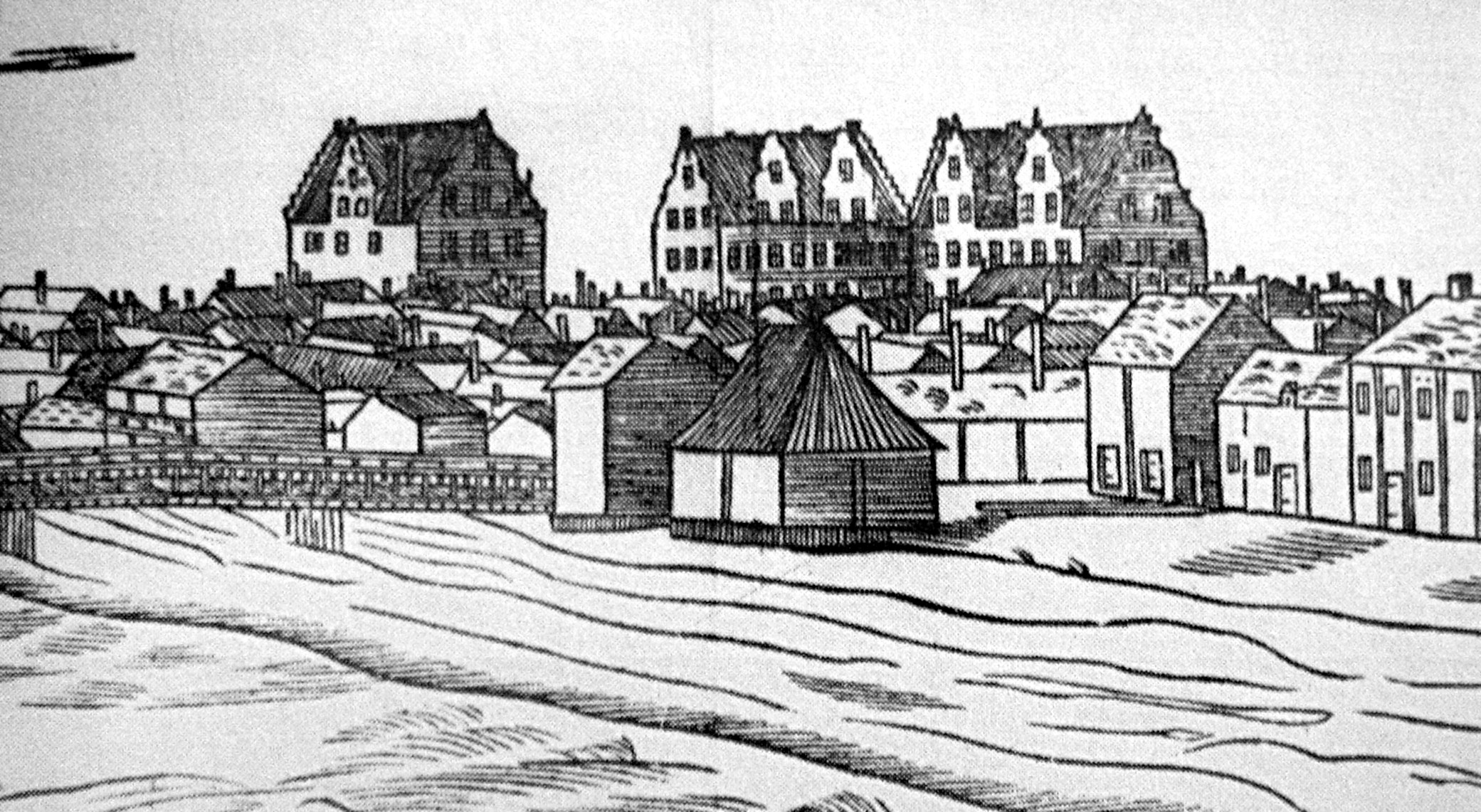
Stora torget i Uppsala 1679, med dess då tre stora stenbyggnader. Från väster Olof Sigfridssons hus, i mitten Lohrmans hus och till höger Claes Edenbergs hus.

Byggnaden uppfördes ursprungligen av rådman Claes Edenberg år 1645 som ett privatpalats. Från 1710 användes byggnaden som rådhus med säte för Uppsala stads förvaltning och rådhusrätt. 
Rådhuset genomgick en omgripande ombyggnad 1885 till 1886 och fick då sin nuvarande exteriör ritad av arkitekterna Herman Holmgren och Carl August Kihlberg. Samtidigt inreddes en större sal för stadsfullmäktige och en mindre domsal för rådhusrätten. Fullmäktige höll sitt första sammanträde i den nya salen den 5 mars 1886.
Rådhuset tillhörde i många år Uppsala stad och användes som stadshus samt av förvaltningen. År 1964 invigdes ett nytt stadshus på Vaksalagatan, och samtidigt började en restaurering av rådhuset. Kommunförvaltningarna flyttade gradvis till det nya stadshuset, men stadsfullmäktige fortsatte att hålla möten i det gamla rådhuset. Det sista sammanträdet i fullmäktige hölls i rådhuset tisdagen den 15 december 1970. Vid årsskiftet ersattes stadsfullmäktige av ett nytt kommunfullmäktige som inte rymdes i den gamla sessionssalen.
Uppsala tingsrätt lämnade rådhuset den 1 mars 1974. De sista kommunala förvaltningarna flyttade ut 2008, och fastigheten övertogs av Atrium Ljungberg.  Efter en omfattande om- och tillbyggnad kunde varuhuset öppnas 2012 med ett antal klädbutiker och restauranger. Sedan maj 2018 äger och förvaltar fastighetsbolaget Castellum fastigheten, och 2020 öppnades ett co-workingspace i United Spaces regi. 

### Webbkällor
- Rådhuset på Kulturella spår i Uppsala från Uppsala kommun